# Zbyszek
Zbyszek [pronunciación en polaco: /ˈzbɨʂɛk/] es una aldea ubicada en el distrito administrativo de Gmina Szczerców, dentro del condado de Bełchatów, voivodato de Łódź, en el centro de Polonia. Se encuentra a unos 9 kilómetros al noreste de Szczerców, a 14 kilómetros al oeste de Bełchatów, y a 47 kilómetros al suroeste de la capital regional Łódź.
El pueblo tiene una población de 20 habitantes.